# Christian Gottlieb Röckner
Christian Gottlieb Röckner (* 5. Mai 1766 in Bladiau bei Heiligenbeil in Ostpreußen; † 1. Juni 1828 in Marienwerder) war ein evangelischer Theologe.

## Familie
Christian Gottlieb Röckner wurde als ältester Sohn von Joachim Christoph Christian Roeckner (* 17. Dezember 1742 in Heiligenbeil; † 17. August 1818 auf dem Gut Bilshöfen in Deutsch Thierau), Ökonomie-Kommissar (Staatsbeamter, welcher mit der Bearbeitung landwirtschaftlicher Angelegenheiten betraut ist), Gutsbesitzer, Landgeschworener (Sachverständiger der zu landwirtschaftlichen Gutachten zugezogen wird) und Freischulz (von den gewöhnlichen Lasten befreit) in Bladiau und dessen Ehefrau Maria Dorothea (* 28. Oktober 1749 in Bladiau; † 17. Mai 1826 auf dem Gut Bilshöfen in Thierau), eine Tochter des George Schmidt (1710–1764), Freischulz aus Kulm und Landgeschworener in Bladiau, geboren. Seine Geschwister waren:
- Johann Christoph Roeckner (* 9. Dezember 1768 in Bladiau; † 19. Januar 1770 ebenda);
- Friedrich Wilhelm Roeckner (* 19. März 1773 in Bladiau; † 8. März 1849 in Hermsdorf, Kreis Heiligenbeil), 1808–28 Besitzer des adligen Gutes Bilshöfen, 1827 Besitzer der Mühle Hermsdorf;
- Christoph Ferdinand Roeckner (* 1. März 1776 in Bladiau; † 29. Mai 1840 in Königsberg), Justiz- und Stadtgerichtsrath in Königsberg;
- Marie Louise Roeckner (* 1. März 1776 in Bladiau; † 17. August 1826 in Moritten bei Kreuzburg, Ostpreußen).

Er war in erster Ehe verheiratet mit Barbara Elisabeth (* 1774; † 29. Oktober 1795 in Königsberg), geborene Siegfried. In zweiter Ehe heiratete er Karoline Dorothe Roeckner. Gemeinsam hatten sie drei Kinder:
- Johannes Roeckner (* 25. März 1817; † unbekannt);
- Marie Roeckner (* unbekannt; † 1857);
- Siegfried Julius Roeckner (* 14. März 1816; † unbekannt).[5]

## Leben
Christian Gottlieb Röckner besuchte die Schule in Heiligenbeil, an der sein Großonkel Arend Rektor war. Ab Ostern 1783 studierte er an der Albertus-Universität Königsberg Evangelische Theologie und Philosophie. Während des Studiums befreundete er sich mit Georg Heinrich Ludwig Nicolovius, dem späteren Wirkl. Geh. Oberregierungsrat; diese Freundschaft hielt bis zu seinem Tod. 1787 nahm er eine Stelle als Hofmeister in Liebstadt (Ostpreußen) an. Nach Vollendung der akademischen Laufbahn wurde er 1788 zum Feldprediger des Regimentes, das erst in Braunsberg stationiert war und später nach Thorn kam, gewählt. Er nahm mit seinem Regiment am polnischen Feldzug 1794, während des Kościuszko-Aufstandes, teil.
Er unternahm 1802 eine Reise durch Frankreich und erlebte in Paris Napoleon Bonaparte. Von da aus reiste er weiter in die Schweiz. Er hielt sich überwiegend in Neuenburg auf und lernte Johann Heinrich Pestalozzi kennen. Anschließend reiste er weiter nach Italien, um den Lago Maggiore, Verona, Padua, Venedig, Rom und Triest zu besuchen. In Rom hatte er eine Audienz beim Papst Pius VII. Er reiste weiter nach Wien und besuchte bei seiner Rückreise nach Thorn noch seinen Freund Georg Heinrich Ludwig Nicolovius in Eutin. Bei seiner Rückkehr führte er eine Sammlung von Kupferstichen und Gemälden mit, die er unterwegs erworben hatte.
1806 ernannte ihn Friedrich Wilhelm III. (Preußen) zum Nachfolger von Johann Gottfried Kletschke (1748–1806) als Feldpropst der Armee. Das bedingte, dass er die königliche Familie nach Königsberg und Memel begleitete, als sie vor der Grande Armée fliehen musste. Er kam hierdurch in einen engen Kontakt zum Beraterkreis des Königs Friedrich Wilhelm III.; so traf er sich regelmäßig mit Theodor von Schön, Heinrich Friedrich Karl vom und zum Stein, Gerhard von Scharnhorst, August Neidhardt von Gneisenau, Johann Wilhelm Süvern und seinem Freund Nicolovius, die die Preußischen Reformen anstrebten. Bis 1808 war er Feldprediger der Garde. Das Amt des Feldpropstes gab er 1810 an Friedrich Wilhelm Offelsmeyer (1761–1834) ab.
1809 nahm er die Landpfarre in Pobethen in Samland an, die ihm lange vorher bereits zugesichert worden war. Neben seinen geistlichen Aufgaben in der Gemeinde und der Kirche Pobethen beschäftigte er sich mit der Reform des Elementarschulwesens. 1810 wurde er zu einer Konferenz der Geistlichen und Lehrer am Normalinstitut (zuständig für die Organisation der Elementarschulen und der Lehrer-Ausbildung) in Königsberg, die die Einführung und Verbreitung der Elementarunterrichtsmethode behandelte, eingeladen, weil er während seines Schweiz-Aufenthaltes Johann Heinrich Pestalozzi kennenlernte und anregte, das Schulwesen nach dessen Ideen zu reformieren. Er erhielt den Auftrag, sich einige Monate in Pestalozzis Institut aufzuhalten und ein amtliches Gutachten zu erstellen. Dieser Bericht führte später zu einer Verbesserung des Elementarschulwesens in Preußen.
1810 wurde er in Marienwerder als erster Pfarrer, Superintendent und Mitglied der königlichen Regierung mit dem Titel eines Regierungsdirektors und Konsistorialrats berufen. In letzterer Stellung blieb er auch, als 1816 das königliche Konsistorium in Danzig gebildet wurde. 1812 sorgte er für neue Lehrstellen am Gymnasium Marienwerder. Zu den Reformationsfeierlichkeiten 1817 konnte er die Domkirche (Marienwerder) ausbessern und ein Denkmal für die Gefallenen der Befreiungskriege errichten lassen.

## Freimaurer
Er war Mitglied des Freimaurerordens und Meister vom Stuhl einer Loge.

## Ehrungen
- Eisernes Kreuz (1816)
- D. theol. h. c. der Universität Königsberg, anlässlich der 300-Jahr-Feier der Reformation (1817)[11]

## Schriften
- Brief van Christian Gottlieb Roeckner an Freiherr von Knobelsdorf. Thorn, 1806.
- Rede in der letzten Versammlung der Geistlichen und Schul-Vorsteher in dem Normal-Institut zu Königsberg: am 28. Juni 1810. Königsberg, 1810.